# Diaparsis punctipleuris
Diaparsis punctipleuris är en stekelart som beskrevs av Horstmann 1981. Diaparsis punctipleuris ingår i släktet Diaparsis och familjen brokparasitsteklar. Inga underarter finns listade i Catalogue of Life.